# Selena (film)
Selena is een Amerikaanse biografische dramafilm uit 1997 over zangeres Selena Quintanilla. De film werd geregisseerd door Gregory Nava en de hoofdrol wordt vertolkt door Jennifer Lopez. 

## Verhaal
De film is een portret van de populairste Latin-zangeres van de jaren 1990, Selena Quintanilla-Pérez, wiens talent op 10-jarige leeftijd door haar vader werd ontdekt. Nadat ze nummer 1 in de hitlijsten in de Verenigde Staten was geworden, vond ze de muziekstijl Tejano uit. De film volgt het leven van deze zangeres, gespeeld door Jennifer Lopez, via haar grote concerten, haar familieproblemen en haar geheime huwelijk met haar gitarist Chris Pérez tot de dag dat ze werd vermoord in 1995 op 23-jarige leeftijd.

## Rolverdeling
- Jennifer Lopez - Selena Quintanilla
- Jackie Guerra - Suzette Quintanilla
- Constance Marie - Marcella Quintanilla
- Alexandra Meneses - Sara
- Jon Seda - Chris Pérez
- Edward James Olmos - Abraham Quintanilla
- Jacob Vargas - Abie Quintanilla
- Constance Marie - Marcella Quintanilla
- Lupe Ontiveros - Yolanda Saldívar